# Dwight Smith, Jr.
John Dwight Smith (né le 26 octobre 1992 à Peachtree City, Géorgie, États-Unis) est un joueur de champ extérieur des Blue Jays de Toronto de la Ligue majeure de baseball.
Il est le fils de l'ancien joueur professionnel Dwight Smith, qui évolue dans la Ligue majeure de baseball de 1989 à 1996.

## Carrière
Dwight Smith est un choix de premier tour des Blue Jays de Toronto lors du repêchage amateur de 2011 : le 53e athlète réclamé au total, il est une sélection que les Jays obtiennent en compensation pour la perte de Miguel Olivo, un receveur sous contrat avec Toronto qui profita de son statut d'agent libre pour rejoindre Seattle.
Smith fait ses débuts dans le baseball majeur avec Toronto le 18 mai 2017.